# 杜玉福
杜玉福（1930年—），吉林汪清人，中国人民解放军将领、中国人民解放军中将。
毕业于空军航空学院。1989年，接替赵昭，担任南京军区空军政治委员。1993年，由施志清接任。1988年，授中国人民解放军中将军衔。